# 모베터 블루스
《모베터 블루스》(영어: Mo' Better Blues)는 미국에서 제작된 스파이크 리 감독의 1990년 뮤지컬 드라마 영화이다. 덴절 워싱턴, 웨슬리 스나이프스, 스파이크 리 등이 출연하였다. 심장 부정맥으로 요절한 로빈 해리스의 유작이다. 영화 속에 나오는 트럼펫 연주는 브랜퍼드 마샐리스와 테런스 블랜처드가 맡았다.
텔레비전 방영명은 덴젤 워싱턴의 모베터 블루스이다.

## 줄거리
뉴욕 브루클린. 트럼펫 연주자 블리크는 성공한 재즈 밴드 더 블리크 퀸텟을 이끌고 있으며 잘나가는 나이트클럽과 계약한 상태다. 블리크에겐 여자친구 인디고가 있지만 블리크는 성관계를 더 나은 것("mo' better")으로 칭하며 클라크와 바람을 피운다.
인디고와 클라크는 각자 따로 블리크를 찾아왔다가 서로가 블리크에게서 받은 비슷한 붉은 드레스를 입고 있는 걸 발견하고 상황을 대략 파악한다. 이어 블리크가 잠자리에서 두 사람 이름을 바꿔 부르는 실수까지 저지르자 분노한 둘은 블리크를 차버린다. 클라크는 자신을 좋아하던 색소폰 연주자 섀도와 맺어진다.
한편 어린 시절 친구이자 매니저인 자이언트는 거액의 도박 빚을 갚지 못해 나이트클럽 밖에서 고리대금업자들에게 얻어맞는다. 블리크는 자이언트를 도와주다가 트럼펫으로 얼굴을 얻어맞아 입술이 찢어지면서 영구적인 상처를 입어 제대로 된 연주를 할 수 없게 되는데...

## 출연
- 덴절 워싱턴 - 미니필드 "블리크" 길리엄 역
- 스파이크 리 - 자이언트 역
- 웨슬리 스나이프스 - 섀도 헨더슨 역
- 즈와 리 - 인디고 다운스 역
- 신다 윌리엄스 - 클라크 벤탠코트 역
- 잔카를로 에스포시토 - 레프트 핸드 레이시, 피아노 연주자 역
- 빌 넌 - 보텀 해머 역
- 딕 앤서니 윌리엄스 - "빅 스톱" 길리엄 씨 역
- 존 터투로 - 모 플랫부시 역
- 니컬러스 터투로 - 조시 플랫부시 역
- 로빈 해리스 - 버터빈 존스 역
- 새뮤얼 L. 잭슨 - 매들록 역
- 레너드 L. 토머스 - 로드 역
- 찰리 머피 - 에기 역
- 루벤 블라데스 - 피티 역

## 기타 제작진
- 배역: 로비 리드
- 미술: 윈 토머스
- 의상: 루스 E. 카터

## 반응
반명예훼손연맹과 브네이 브리스 등 여러 유대계 단체에서 유대계 나이트클럽 소유주로 설정된 모 플랫부시와 조시 플랫부시가 흑인 음악가들을 착취하고 고소 협박을 남발하는 인물로 묘사됐으며 이는 낡은 반유대주의 고정 관념을 반영한 것이라며 항의하였다.